# Sakarya (schip, 1888)
De Sakarya was een in 1888 gebouwd stoomschip. In 1940 deed het onder de vlag van Panama dienst in de Aliyah Bet, de illegale immigratie van Joden naar het Mandaatgebied Palestina.

## Geschiedenis
De reis van de Sakarya was georganiseerd door de revisionistisch zionistische groepering HaTzohar. Reeds enkele maanden voordat het schip in Sulina te Bulgarije arriveerde, verzamelden Joodse immigranten zich in de havenstad. In samenwerking met de Duitse Zentralstelle für jüdische Auswanderung werden eind 1939 ruim 1100 Joden vanuit Wenen via de Donau naar Sulina gebracht. Daarna arriveerden nog eens meer dan 1000 Joodse vluchtelingen vanuit Bratislava. In totaal werden 2385 Joodse immigranten ingescheept. Een van de opvarenden was Eri Jabotinsky, de zoon van Ze'ev Jabotinsky, oprichter van de HaTzohar.
Op 1 februari 1940 vertrok de Sakarya richting Palestina. Op 13 februari werd het ter hoogte van het Turkse eiland Tenedos door de Royal Navy onderschept en naar Haifa geëscorteerd. De immigranten werden gevangen gehouden in het interneringskamp Atlit.